# Hotel Ritz (Londres)

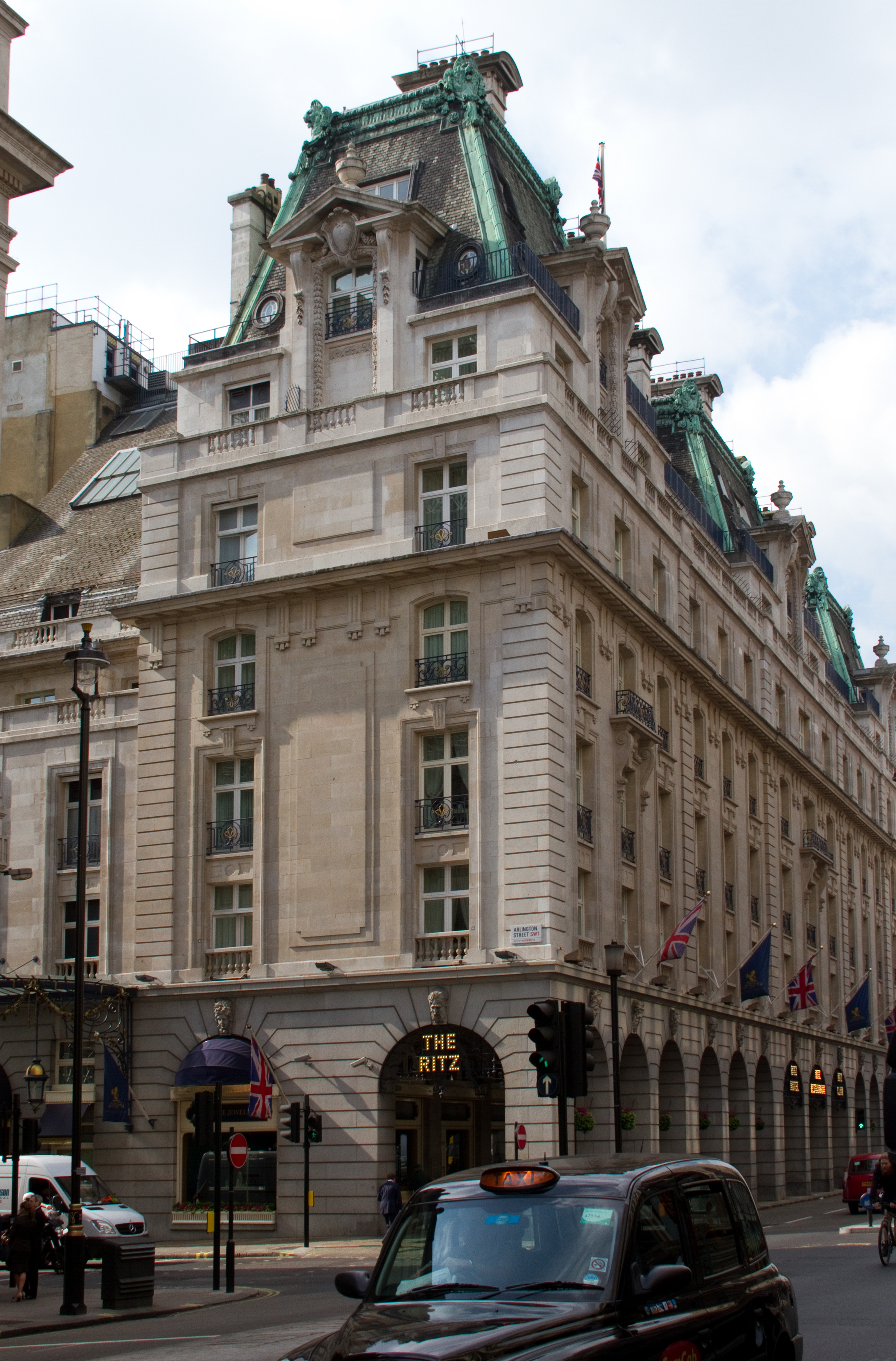
Hotel Ritz em Londres

O Hotel Ritz em Londres, conhecido simplesmente como Ritz Hotel, é um hotel localizado em Londres, Reino Unido. Foi o primeiro hotel da empresa hoteleira Ritz Development Company e um dos mais luxuosos da cidade. Tem 5 estrelas e é um dos hotéis mais famosos do mundo.
O hoteleiro suíço César Ritz, ex-gerente do Hotel Savoy, abriu o hotel em 24 de maio de 1906. O edifício é neoclássico no estilo de Luís XVI construído caindo na Belle Époque para se assemelhar a um bloco de estilo parisiense, em galerias que conscientemente evocam a Rue de Rivoli. Os seus arquitetos eram Charles Frederic Mewes, que anteriormente havia projetado o Hôtel Ritz de Paris e Arthur Davis, com a cooperação de engenharia do engenheiro sueco Sven Bylander. Foi a primeira estrutura de aço estrutural substancial em Londres.
O Ritz foi gerido pessoalmente por muitos anos. Contratou o mundialmente famoso chef Auguste Escoffier para fornecer comida que combinasse com a opulência da decoração do hotel, que tem uma campainha especial colocada na entrada pelo porteiro, que assim poderia notificar a equipe da chegada iminente da realeza. O Ritz é conhecido por seu serviço de catering, bem como suas salas de conferência para executivos e diretores de empresas multinacionais.
O hotel foi durante algum tempo propriedade da família Bracewell-Smith, que tinha uma participação em outros hotéis, como o Park Lane Hotel, situado nas proximidades. No entanto, a crise do petróleo no início da década de 1970 afetou o negócio familiar e eles tiveram que vender o hotel à Trafalgar House em 1976 por 2,75 milhões de libras.
Mais tarde, a empresa David e Frederick Barclay comprou o hotel à Trafalgar House durante a crise que atingiu o país por 80 milhões de libras, em outubro de 1995, por meio de investimentos na empresa Ellerman. Passaram oito anos e foram utilizados 40 milhões de libras para a restauração da casa.
A ex-primeira-ministra do Reino Unido Margaret Thatcher morreu no Ritz Hotel depois de sofrer um acidente vascular cerebral aos 87 anos de idade, em 8 de abril de 2013.